# Baby Face (Lied)
 Baby Face ist ein Lied, das Harry Akst (Musik) und Benny Davis (Text) verfassten und 1926 veröffentlichten.

## Hintergrund
Der Tin Pan Alley Song wurde schnell in den Vaudeville-Theatern populär, gesungen von Eddie Cantor, Al Jolson und anderen Sängern, nachdem die erste Aufnahme des Songs des Orchesters Jan Garber (Victor Records, mit Co-Autor Benny Davis als Sänger) erschienen war. Das in C-Dur geschriebene Lied (in der Form ABA'C) ist in der englischen Music Hall Tradition, mit leicht verständlicher Melodie und Text; die Melodie des Refrains besteht aus einer kleinen Terz (G-E-G), gefolgt von einer abfallenden Skala, beginnend bei C-Dur, bei der jede Note wiederholt wird und dieses Muster sich dann eine Stufe höher wiederholt.

## Erste Aufnahmen
Zu den ersten Musikern, die den Song ab 1925 aufnahmen, gehörten neben Jan Garber das Orchester von Ben Selvin, Lou Gold & His Orchestra (mit Arthur Fields, Gesang), Whispering Jack Smith The Buffalodians (mit Harold Arlen, Gesang), in Berlin die Truso-Gruppen.

## Spätere Coverversionen
Mit der Coverversion von Art Mooney erlebte der Song ein Comeback; in dieser Zeit wurde Baby Face auch von Butch Stone, Bobby Hackett und Les Brown gecovert. In späteren Jahren interpretierten ihn u. a. auch Kid Ory, Kurt Edelhagen, Papa Bue Jensen, Chris Barber, Kid Sheik Cola, George Lewis und die Dutch Swing College Band. Der Diskograf Tom Lord listet im Bereich des Jazz insgesamt 92 (Stand 2015) Coverversionen,. Little Richard (1958) und Bobby Darin (1962) waren mit dem Song in den US-Charts erfolgreich. Verwendung fand der Song auch in mehreren Filmen; Mary Eaton sang ihn in der Florenz Ziegfeld Produktion Gloryfying the American Girl (1930). Al Jolson war Gesangsdouble für Larry Parks in Jolson Sings Again (1949); Julie Andrews interpretierte ihn in Thoroughly Modern Millie (1967, Regie George Roy Hill).